# かみなり坊やピッカリ・ビー
『かみなり坊やピッカリ・ビー』（かみなりぼうやピッカリ・ビー）は、1967年4月1日から1968年3月30日まで、毎日放送・NET（現・テレビ朝日）系列で毎週土曜19:30 - 20:00（JST）に全53回（全88話）放送された、毎日放送・放送動画制作・チルドレンズ・コーナー共同制作のテレビアニメ。
雪印乳業（現・雪印メグミルク）の一社提供。モノクロ作品。。

## 概要
原作はムロタニツネ象の漫画『ビリビリ・ビート』（小学館『週刊少年サンデー』掲載）で、不思議な力を持つ子供ピッカリビーが巻き起こす騒動を描く。また本作品の放送に合わせ、同じくムロタニによる漫画作品『ピッカリ・ビー』も、講談社の漫画雑誌『ぼくら』に連載されていた。
番組は2部構成となっており、1967年10月14日放送分までは「前半Aパート」と「後半Bパート」に分けて別のエピソードを放送。放送回数と総話数とが一致しないのはこの構成によるものである。翌10月21日放送分からは、新作エピソードの放送は基本的にAパートのみで行い、Bパートには1 - 2クールまでに放送したエピソードを流すというスタイルへ移行したが、一部の話数ではBパートも使って新作を放送するケースもあった。また、内容もスタイル移行と共に「町内での騒動」から、ピッカリビーとワンパクシックス（他に00五ェ門など）が、世界の様々な国などに行って騒動を巻き起こしたり、その国での事件を解決する路線へと変更されている。
1966年2月5日から放送された、前番組の『おそ松くん』（アニメ第1作）は子供たちに人気を得ていたものの、原作のストックが底をついた上に視聴者の親からワースト番組のレッテルを貼られてしまい、番組スポンサーへも抗議が寄せられるという事態に陥った。この状況を危惧した毎日放送は会議の結果、後番組は健全な路線で行くことを決定し、同じく『サンデー』に連載されていたムロタニの『ビリビリ・ビート』が題材に選ばれた。結果的に本作品は、ターゲットを小学校低学年までの層に絞った作品となってしまったため、同じくムロタニが原案として参加した次番組『ファイトだ!!ピュー太』は、この反省を生かし本作品とは対照的に世相・流行ネタを取り入れたスラップスティックな作品とされた。
ムロタニによると、『ファイトだ!!ピュー太』より本作品の方が自分の作品に近いとのことであるが、他方で「主人公のビーをもう少し悪い子にすれば良かった」とも述べている。

### 放送終了後
本作品は再放送の機会に恵まれず、長きに渡って全話分のフィルムが行方不明となっていた。その都合上、映像ソフト化もハミングバードから1989年に発売された『マニア愛蔵版 懐かし〜いTVアニメテーマコレクション』（VHS・レーザーディスク）にオープニング映像が収録されているのみであった。
しかし、1990年に毎日放送が本社を茶屋町へ移転するにあたり、毎日放送千里丘放送センターのフィルム保管倉庫を整理していたところ、本作品および『おそ松くん』や『ファイトだ!!ピュー太』のフィルムがすべて発掘された。
これに伴って、本作品と『ファイトだ!!ピュー太』の一部エピソードを収録したVHSビデオソフトが、毎日放送開局40周年記念ソフトとして発売された。また2005年6月29日にはコロムビアミュージックエンタテインメント（現・日本コロムビア）より、全話収録のDVD-BOXが発売されている。
発見されたフィルムは保存状態が余り良好ではなく、画面中にゴミの映り込みが多いものであった。またエンディング・次回予告・エンドカードは保存されていた回のみが収録されており、次回予告のナレーションも収録されていない。またパイロット版として制作された第1話Aパート「空からきたヘンなやつ」のフィルムは特に保存状態が悪く、画面上には常に太い縦線が映り込んでおり、音声も終始ノイズが出ている状態となっていた。

### エピソード
明石家さんまはバラエティ番組『テレビ探偵団』（TBS系列）にゲスト出演した際に「当時は本作品のファンで、家族の用事をそっちのけで観ていた」ことを述懐している。

## あらすじ
好奇心から地上に降り、ポン太郎の家に住みついたカミナリの子供ピッカリ・ビー。近所の仲良しグループ「ワンパク6」（ワンパクシックス）とともに未知の世界を冒険したり、さまざまな珍事件を起こしたり、悪事を働く00五ェ門やガポネコを自身の超能力で懲らしめたりする。

## 登場人物

### ピッカリ・ビーと雲井家
ピッカリビー
声 - 千秋ちあき
本作品の主人公。カミナリの国からやって来た子供であり「ピッカリ・ハット」というシルクハットを着用している。悪戯好きで、ポン太郎の家に住み付いて様々な騒動を巻き起こす。
雷雲を作ってそれに乗って自由に空を飛ぶことが可能であり、豪雨を降らせるなどの特殊能力を持つ。喧嘩や騒動によって収拾が付かない際には、指先から発する「ピッカリ光線」で相手のおへそに花を咲かせて相手を笑わせる。また、動物の言葉を理解出来る上に話せたりもする。第1話では人間の言葉を話せずに無口であったが、ポン太郎やおばあちゃん達のサポートで徐々に言葉や人間界のルールを覚えて成長する。最終話で祖父がカミナリ界の偉い人物であることを自らの口で語った。弱点として、砂漠のような乾燥地帯では雷雲を発生させられないことと、ピッカリ・ハットを取られると超能力を発揮出来なってしまうことである。
ポン太郎
声 - 加藤みどり
ビーが世話になっている雲井家の息子で「ワンパク6」の一員。人が良く気弱な性格であり、勉強が苦手。第9話でポン太郎が自らビーに対して「僕は勉強が嫌いなんだ」と公言している。
雲井カンタロー
声 - 大宮悌二
ポン太郎の父。玩具会社に勤務する会社員。家ではお母さんとおばあちゃんには頭が上がらない所がある。
雲井あやめ
声 - 佐山智子
ポン太郎の母。現代風の美人であるが、学校での成績が芳しくないポン太郎には手厳しい一面もある。第9話で一時期勉強をしないポン太郎に対して、005ェ門が押し売りに来た勉強ロボットを購入したことがあった。
雲井さくら
声 - 北川千枝子
祖母。雲井家のご意見番的な存在で、素直なビーを家に快く受け入れた。
チーコ
声 - 栗葉子
ポン太郎の妹。兄とは違ってしっかり者である。
ハギシリ
声 - 大竹宏
雲井家の飼い犬。ポン太郎と同様に気が小さくガポネコの言いなりになっており、餌を取り上げられたりしている。また005ェ門に堂々と泥棒へ入られており、番犬の役割を果たしていない。

### ワンパク6
ゴン太
声 - 高橋和枝
ワンパク6のリーダー的存在。見た目はガキ大将だが面倒見が良い上に、暴力を振るわない話が分かる優しい少年。
ガミ子
声 - 伊藤牧子
紅一点のサブリーダー格で、グループの取り仕切りや交渉事を最終的にまとめる役である。口うるさい上に言い方も厳しいものの、ワンパク6を支えている1人。
ゲンショク
声 - 小宮山清
太り過ぎのために医師から減食を指導されており、そのまま「ゲンショク」というニックネームにもなっている。走るのが苦手ですぐに汗をかいてバテてしまう。
カルダン
声 - 貴家堂子
お洒落な洋服を着ているお坊ちゃんで、それゆえに遊びで服が汚れたり、髪が乱れるのを常に気にしている。
レジ
声 - 白石冬美
常に算盤を持ち歩いている計算名人であり、ゴン太への報告係。帽子で目が隠されている。

### その他の主な登場人物
00五ェ門
声 - 近石真介
泥棒や押し売りなど、何でもござれの本作品のライバル的存在で自ら「科学忍者」と称しており、語尾に「ござるよ」を付けて話す37歳の男性。一人称は「拙者」である。様々と変な珍発明で悪さをするが、お人好しな面もあってどこか抜けており、いつもピッカリビーには懲らしめられていた。鼻の穴に煙草を入れて行動するという奇抜で面白い所がある。
次郎吉
声 - 東美江
00五ェ門の子分であり、ツッコミ役的存在のネズミ。第38話にてガポネコと組んでピッカリビーのハットを盗み、ピンチに追い込んだこともある。マイペースで間抜けな行動を取る親分には呆れ返っている。
ガポネコ
声 - 雨森雅司
眼帯を掛けた野良猫達のボス的存在。言葉巧みにビーを騙したり、恫喝でハギシリの食事を横取りする敵役。ビーやワンパク6達と00五ェ門らとは犬猿の仲であるが漢気があり、喧嘩などの非常事態には助太刀することもあった。
その他
声 - 鈴木泰明、村松為久、水鳥鉄夫、高田竜二、緑川稔、増田弘一、立壁和也、雁坂明、富山敬、兼本新吾、峰恵研、仲野研、野沢雅子、西尾徳、内海賢二、米地政英、大川豊、筈見純、三浦利子、関つよし、渡辺典子、恵比寿まさ子、薄井身知子、中山輝夫、坂井すみえ、三上由紀、増岡弘

## スタッフ
- 原作 - ムロタニツネ象
- 連載 - 毎日小学生新聞、ぼくら、たのしい幼稚園
- 音楽 - 萩原哲晶
- オーディオ演出 - 好川純
- 制作担当 - 清水保夫、土田治、上山憲二
- 企画制作 - 毎日放送、放送動画制作、チルドレンズ・コーナー

### 各話スタッフ
- 脚本 - 新井豊、くにとしろう、吉田喜昭、松本力、おぎわらやすひろ、小宮敬、広山明志、ムロタニツネ象、鈴木良武、小川健一、畑中国明 ほか
- 演出 - 光延博愛、岡迫亘弘、倉橋孝治、小華和為雄、林政行、沢西樹、竹内大三、西浩二、彦根範夫、出崎統、近藤英輔、白石邦俊、上野寿夫、鈴木欽一郎、斉藤博

## 主題歌
オープニングテーマ「ピッカリ・ビーのうた」
作詞 - ピッカリ・ビー・グループ / 作曲・編曲 - 萩原哲晶 / 歌 - 天地総子、ボン・くーる / 台詞：近石真介
挿入歌
「ピッカリ・ビーはいいな」
作詞 - ピッカリ・ビー・グループ / 作曲 - 萩原哲晶 / 歌 - 真理ヨシコ
エンディングではインストルメンタルで使用。
「雲のドライブ」
作詞・作曲・編曲 - 萩原哲晶 / 歌 - 美保くるり

## 各話リスト
| 放送日        | 回数 | 話数                               | サブタイトル                   |
| ------------- | ---- | ---------------------------------- | ------------------------------ |
| 1967年 4月1日 | 1    | 1                                  | 空からきたヘンなやつ           |
| 1967年 4月1日 | 1    | 2                                  | ビーもきょうからうちの子       |
| 4月8日        | 2    | 3                                  | わんぱく入団テスト             |
| 4月8日        | 2    | 4                                  | 人間の言葉はむづかしい         |
| 4月15日       | 3    | 5                                  | 大スター ピッカリ・ビー        |
| 4月15日       | 3    | 6                                  | ぼく学校にいきたい             |
| 4月22日       | 4    | 7                                  | ぼくだってチャンピオン         |
| 4月22日       | 4    | 8                                  | ただほど高いピクニック         |
| 4月29日       | 5    | 9                                  | ロボット先生はきびしい         |
| 4月29日       | 5    | 10                                 | つぼからでたご先祖さま         |
| 5月6日        | 6    | 11                                 | わんぱくカラス王子             |
| 5月6日        | 6    | 12                                 | ビー人形新発売                 |
| 5月13日       | 7    | 13                                 | カメのおんがえし               |
| 5月13日       | 7    | 14                                 | ぼくがもらった忍術トラの巻     |
| 5月20日       | 8    | 15                                 | おなかがすいた雪男             |
| 5月20日       | 8    | 16                                 | ダンプは通さない               |
| 5月27日       | 9    | 17                                 | ぼく注しゃは大きらい           |
| 5月27日       | 9    | 18                                 | ガポネカはかわいそう           |
| 6月3日        | 10   | 19                                 | 強力大じしゃく                 |
| 6月3日        | 10   | 20                                 | お遊びおじさんは誘カイ魔       |
| 6月10日       | 11   | 21                                 | ハギシリのおにいちゃん         |
| 6月10日       | 11   | 22                                 | サーカスやめてでござるョ       |
| 6月17日       | 12   | 23                                 | 五ェ門の大まじゅつ             |
| 6月17日       | 12   | 24                                 | ハギシリのプレゼント           |
| 6月24日       | 13   | 25                                 | ひとに親切らくじゃない         |
| 6月24日       | 13   | 26                                 | ゲンショクのパイナップル       |
| 7月1日        | 14   | 27                                 | 進めわんぱくハイキング         |
| 7月1日        | 14   | 28                                 | 名探偵ハギシリの秘密           |
| 7月8日        | 15   | 29                                 | 原始人になりたい               |
| 7月8日        | 15   | 30                                 | しゃっくりとまらない           |
| 7月15日       | 16   | 31                                 | 忍法ロボット野球               |
| 7月15日       | 16   | 32                                 | ピッカリ犬猫病院               |
| 7月22日       | 17   | 33                                 | 転校してきた強いやつ           |
| 7月22日       | 17   | 34                                 | 真夏の雪合戦                   |
| 7月29日       | 18   | 35                                 | ツノがはえた王子さま           |
| 7月29日       | 18   | 36                                 | 走れポンコツ自動車             |
| 8月5日        | 19   | 37                                 | 怪獣ゴエモ対ビーゴン           |
| 8月5日        | 19   | 38                                 | 盗まれたピッカリ★ハット        |
| 8月12日       | 20   | 39                                 | ぼくらの0点かえせ              |
| 8月12日       | 20   | 40                                 | 夜の遊園地で遊ぼう             |
| 8月19日       | 21   | 41                                 | 海辺の暴力やめる               |
| 8月19日       | 21   | 42                                 | 夏休みは山寺で                 |
| 8月26日       | 22   | 43                                 | おばけ屋敷おもしろい           |
| 8月26日       | 22   | 44                                 | ほねおりぞん宝さがし           |
| 9月2日        | 23   | 45                                 | ウミネコさんありがとう         |
| 9月2日        | 23   | 46                                 | ふしぎな花                     |
| 9月9日        | 24   | 47                                 | おかしな火星人                 |
| 9月9日        | 24   | 48                                 | おりから出た動物たち           |
| 9月16日       | 25   | 49                                 | 大さわぎピッカリ・モード       |
| 9月16日       | 25   | 50                                 | 銀座のネズミは強かった         |
| 9月23日       | 26   | 51                                 | わんぱくドロンコ戦争           |
| 9月23日       | 26   | 52                                 | ぼく宇宙人じゃないよ           |
| 9月30日       | 27   | 53                                 | ビーちゃんの特ダネ             |
| 9月30日       | 27   | 54                                 | 山火事キャンプ                 |
| 10月7日       | 28   | 55                                 | 列車強盗を追え                 |
| 10月7日       | 28   | 56                                 | 密林の王者ジーサン             |
| 10月14日      | 29   | 57                                 | 五対5卋紀の対決                |
| 10月14日      | 29   | 58                                 | なぞの鉄仮面                   |
| 10月21日      | 30   | 59                                 | インディアン大募集             |
| 10月21日      | 30   | ぼくだってチャンピオン（再放送）   |                                |
| 10月28日      | 31   | 60                                 | さばくのつぼどろぼう           |
| 10月28日      | 31   | わんぱくカラス王子（再放送）       |                                |
| 11月4日       | 32   | 61                                 | 働け魔法のランプ               |
| 11月4日       | 32   | 進めわんぱくハイキング（再放送）   |                                |
| 11月11日      | 33   | 62                                 | ぼくたちスパイじゃない         |
| 11月11日      | 33   | ツノがはえた王子さま（再放送）     |                                |
| 11月18日      | 34   | 63                                 | 王女さまになったガミコ         |
| 11月18日      | 34   | 走れポンコツ自動車（再放送）       |                                |
| 11月25日      | 35   | 64                                 | ジャングルの平和を守れ その1   |
| 11月25日      | 35   | 65                                 | ジャングルの平和を守れ その2   |
| 12月2日       | 36   | 66                                 | 高すぎたごちそう               |
| 12月2日       | 36   | ロボット先生はきびしい（再放送）   |                                |
| 12月9日       | 37   | 67                                 | ピッカリ海底戦争 その1         |
| 12月9日       | 37   | 68                                 | ピッカリ海底戦争 その2         |
| 12月16日      | 38   | 69                                 | ガミコのクリスマス             |
| 12月16日      | 38   | カメのおんがえし（再放送）         |                                |
| 12月23日      | 39   | 70                                 | 五ェ門のサンタークロース その1 |
| 12月23日      | 39   | 71                                 | 五ェ門のサンタークロース その2 |
| 12月30日      | 40   | 72                                 | 王さまはまんががきらい         |
| 12月30日      | 40   | 原始人になりたい（再放送）         |                                |
| 1968年 1月6日 | 41   | 73                                 | 氷の城のお姫さま その1         |
| 1968年 1月6日 | 41   | 74                                 | 氷の城のお姫さま その2         |
| 1月13日       | 42   | 75                                 | ことしもきびしいでござる       |
| 1月13日       | 42   | おなかがすいた雪男（再放送）       |                                |
| 1月20日       | 43   | 76                                 | わんぱくアフリカ探検隊 その1   |
| 1月20日       | 43   | 77                                 | わんぱくアフリカ探検隊 その2   |
| 1月27日       | 44   | 78                                 | スキー場のいたずらトリオ       |
| 1月27日       | 44   | つぼからでたご先祖さま（再放送）   |                                |
| 2月3日        | 45   | 79                                 | 南極へいったビーちゃん         |
| 2月3日        | 45   | ぼくらの0点かえせ（再放送）        |                                |
| 2月10日       | 46   | 80                                 | 五ェ門の観光ガイド             |
| 2月10日       | 46   | ひとに親切らくじゃない（再放送）   |                                |
| 2月17日       | 47   | 81                                 | いそがしい無人島               |
| 2月17日       | 47   | 忍法ロボット野球（再放送）         |                                |
| 2月24日       | 48   | 82                                 | なかまわれしたシックス         |
| 2月24日       | 48   | 大さわぎピッカリ・モード（再放送） |                                |
| 3月2日        | 49   | 83                                 | えんの下の宝もの               |
| 3月2日        | 49   | わんぱくドロンコ戦争（再放送）     |                                |
| 3月9日        | 50   | 84                                 | おかしの国へ行こう             |
| 3月9日        | 50   | ビーちゃんの特ダネ（再放送）       |                                |
| 3月16日       | 51   | 85                                 | 怪盗くいしん棒                 |
| 3月16日       | 51   | 山火事キャンプ（再放送）           |                                |
| 3月23日       | 52   | 86                                 | 愛される駅にしましょう         |
| 3月23日       | 52   | 密林の王者ジーサン（再放送）       |                                |
| 3月30日       | 53   | 87                                 | さようならピッカリ・ビー その1 |
| 3月30日       | 53   | 88                                 | さようならピッカリ・ビー その2 |

## 放送局
系列は本放送当時のもの。
| 放送対象地域 | 放送局       | 系列                   | 放送日時           | 備考                                           |
| ------------ | ------------ | ---------------------- | ------------------ | ---------------------------------------------- |
| 近畿広域圏   | 毎日放送     | NET系列                | 土曜 19:30 - 20:00 | 制作局                                         |
| 関東広域圏   | NETテレビ    | NET系列                | 土曜 19:30 - 20:00 | 現・テレビ朝日                                 |
| 福岡県       | 九州朝日放送 | NET系列                | 土曜 19:30 - 20:00 |                                                |
| 北海道       | 札幌テレビ   | 日本テレビ系列         | 土曜 18:00 - 18:30 |                                                |
| 宮城県       | 東北放送     | TBS系列                | 金曜 18:00 - 18:30 |                                                |
| 中京広域圏   | 名古屋放送   | NET系列 日本テレビ系列 | 土曜 18:00 - 18:30 | 現・名古屋テレビ（メ〜テレ）                   |
| 岡山県       | 山陽放送     | TBS系列                | 金曜 18:00 - 18:30 | 現・RSK山陽放送 当時の放送対象地域は岡山県のみ |
| 徳島県       | 四国放送     | 日本テレビ系列         | 金曜 17:15 - 17:45 |                                                |
| 沖縄県       | 沖縄テレビ   |                        | 金曜 19:00 - 19:30 |                                                |